# العلاقات البحرينية السيشلية
العلاقات البحرينية السيشلية هي العلاقات الثنائية التي تجمع بين البحرين وسيشل.

## مقارنة بين البلدين
هذه مقارنة عامة ومرجعية للدولتين:
| وجه المقارنة                                              | البحرين       | سيشل                                                |
| --------------------------------------------------------- | ------------- | --------------------------------------------------- |
| المساحة (كم2)                                             | 765           | 459                                                 |
| عدد السكان (نسمة)                                         | 1.49 مليون    | 95.84 ألف                                           |
| الكثافة السكانية (ن./كم²)                                 | 194.77 ألف    | 20.88 ألف                                           |
| العاصمة                                                   | المنامة       | فيكتوريا                                            |
| اللغة الرسمية                                             | اللغة العربية | لغة فرنسية، لغة إنجليزية، اللغة الكريولية السيشيلية |
| العملة                                                    | دينار بحريني  | روبية سيشلية                                        |
| الناتج المحلي الإجمالي (بليون دولار)                      | 35.31 مليار   | 1.49 مليار                                          |
| الناتج المحلي الإجمالي (تعادل القوة الشرائية) بليون دولار | 64.16 مليار   | 2.54 مليار                                          |
| الناتج المحلي الإجمالي الاسمي للفرد دولار أمريكي          | 22.60 ألف     | 15.48 ألف                                           |
| الناتج المحلي الإجمالي للفرد دولار أمريكي                 | 45.50 ألف     | 26.42 ألف                                           |
| مؤشر التنمية البشرية                                      | 0.824         | 0.772                                               |
| رمز المكالمات الدولي                                      | +973          | +248                                                |
| رمز الإنترنت                                              | .bh           | .sc                                                 |
| المنطقة الزمنية                                           | ت ع م+03:00   | ت ع م+04:00                                         |

## منظمات دولية مشتركة
يشترك البلدان في عضوية مجموعة من المنظمات الدولية، منها:
| علم المنظمة | اسم المنظمة                               | تاريخ انضمام البحرين | تاريخ انضمام سيشل |
| ----------- | ----------------------------------------- | -------------------- | ----------------- |
|             | يونسكو                                    | 18 يناير 1972        | 18 أكتوبر 1976    |
|             | وكالة ضمان الاستثمار متعدد الأطراف        | 12 أبريل 1988        | 15 سبتمبر 1992    |
|             | الأمم المتحدة                             | 21 سبتمبر 1971       | 21 سبتمبر 1976    |
|             | الفريق المعني برصد الأرض                  | ?                    | ?                 |
|             | الاتحاد البريدي العالمي                   | ?                    | ?                 |
|             | البنك الدولي للإنشاء والتعمير             | 15 سبتمبر 1972       | 29 سبتمبر 1980    |
|             | الاتحاد الدولي للاتصالات                  | 1975                 | 17 سبتمبر 1999    |
|             | منظمة حظر الأسلحة الكيميائية              | ?                    | 29 أبريل 1997     |
|             | مؤسسة التمويل الدولية                     | 22 سبتمبر 1995       | 11 يونيو 1981     |
|             | المركز الدولي لتسوية المنازعات الاستشارية | 15 مارس 1996         | 19 أبريل 1978     |
|             | منظمة الشرطة الجنائية الدولية             | ?                    | 1 سبتمبر 1977     |

## وصلات خارجية
- موقع وزارة الخارجية البحرينية
- موقع وزارة الخارجية السيشلية